# Саво Беловић
Саво Беловић (Хргуд, код Стоца, 30. новембар 1904 — Љубиње, 28. април 1942), учесник Народноослободилачке борбе и народни херој Југославије.

## Биографија
Рођен је 1904. године на планини Хргуд у Источној Херцеговини. Одрастао је у сиромашној сељачкој породици. Пре рата се бавио разним физичким пословима и често долазио у сукоб с богаташима и властима.
После првих усташких покоља, јуна 1941. године, када је народ његовог краја побегао у планине, Саво је окупио младиће из свог и околних села и организовао отпор. Са шачицом слабо наоружанох младића натерао је усташе у бекство. После овога његова се чета све више повећавала и водила све оштрије сукобе с усташама у Јужној Херцеговини.
Касније се придружио партизанима и постао командант батаљона у Јужнохерцеговачком партизанском одреду. Нарочито се истакао у борбама око усташког упоришта Куле у Дабарском пољу и врела реке Брегаве.
Погинуо је 28. априла 1942. године у борбама које је Јужнохерцеговачки партизански одред водио с усташама код Љубиња.
Указом Врховног штаба НОП и ДВЈ, 7. августа 1942. године, проглашен је за народног хероја, међу првим борцима НОВ и ПОЈ (први је народни херој из Херцеговине). У „Билтену Врховног штаба“ бр 17-19 о проглашењу Саве Беловића за народног хероја пише:
| „ | Додељује се назив народног хероја другу Сави Беловићу, команданту Столачког батаљона, који је својим великим јунаштвом давао примјер свима борцима докле коначно није пао херојском смрћу код Метковића у борби са Италијанима. | ” |